# Bear Valley
Bear Valley is een gehucht en census-designated place in de Amerikaanse staat Californië. Het ligt in het dunbevolkte Alpine County in het Sierra Nevada-gebergte. In 2010 woonden er 121 mensen, tegenover 133 in 2000.
Bear Valley is vooral bekend om het gelijknamige skigebied. In de zomer wordt er sinds 1968 een kleinschalig muziekfestival georganiseerd, Bear Valley Music Festival.

## Geografie
De totale oppervlakte van de CDP Bear Valley bedraagt 13,409 km², waarvan 0,056 km² water is.
Het dorp ligt langs California State Route 4, net ten westen van Lake Alpine, en ligt in het Stanislaus National Forest. Ten noorden van Bear Valley ligt het gelijknamige skigebied met 67 pistes en 9 liftjes. Net ten oosten van Bear Valley ligt het gehucht Lake Alpine. Het dichtstbijzijnde grote dorp is Arnold in Calaveras County, iets meer dan een halfuur zuidwestwaarts rijden. De dichtstbijzijnde steden zijn Stockton in het zuidwesten (2 uur rijden) en Carson City in het noordoosten (2u15 rijden).

## Demografie
Volgens de volkstelling van 2010 door het United States Census Bureau woonden er 121 mensen in Bear Valley.

## Bekende inwoners
- Gale Henry (1893-1972), actrice (geboren in Bear Valley)
- Robert Conrad (1935-2020), acteur (had een tweede verblijf in Bear Valley)

## Fotogalerij

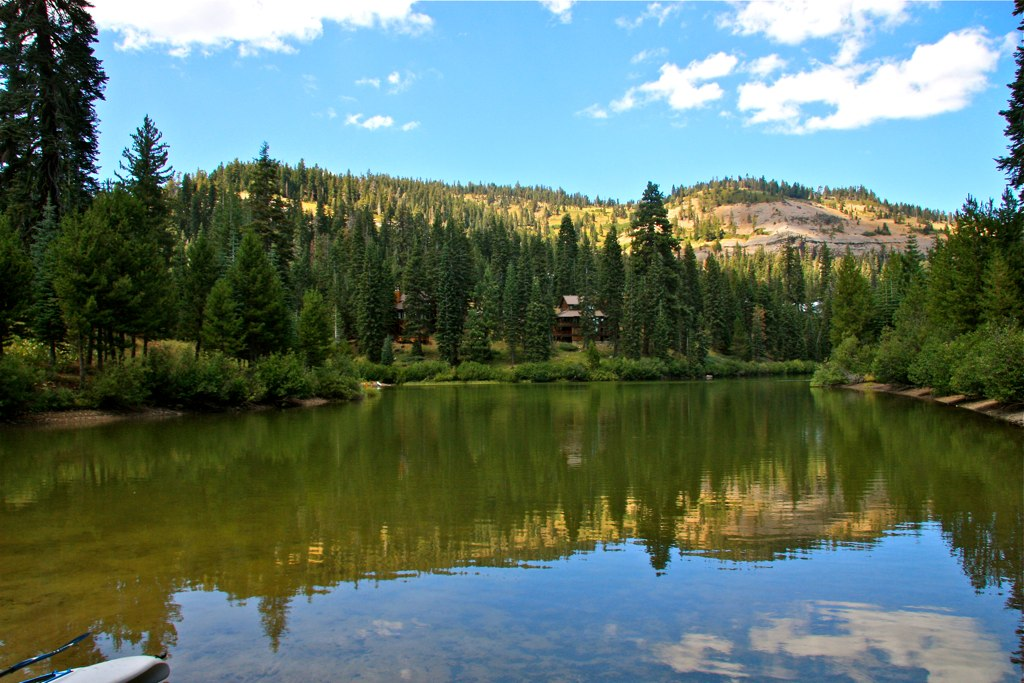
Bear Lake in het hoger gelegen deep van het dorp, omgeven door vakantiehuizen
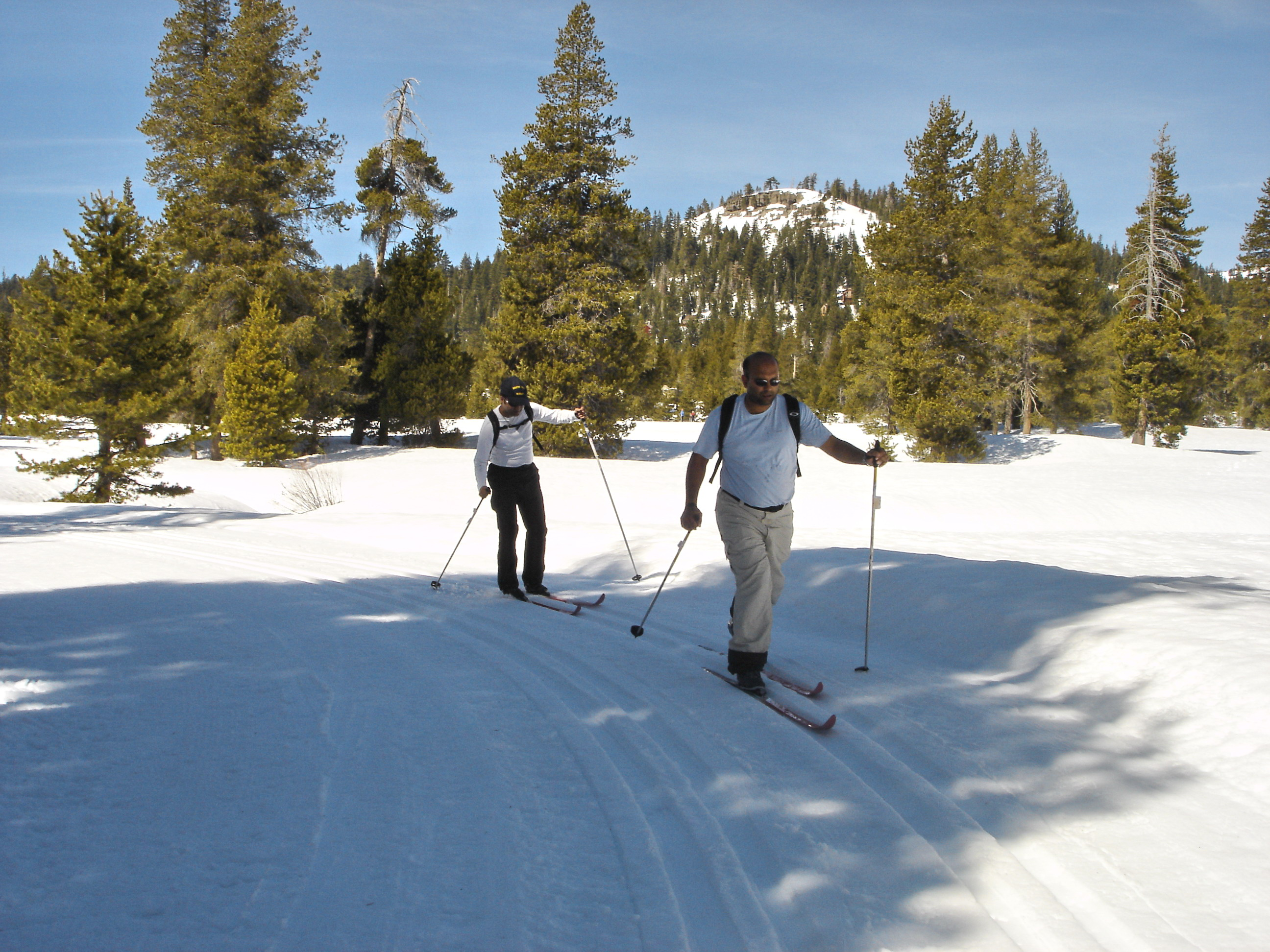
Langlaufers in het Bear Valley-wintersportgebied